# Seznam švédských spisovatelů
Seznam švédských spisovatelů obsahuje přehled některých významných spisovatelů, narozených nebo převážně publikujících ve Švédsku.

## A
- Arvid August Afzelius (1785–1871)
- Bengt Ahlfors (* 1937), finsko-švédský dramatik
- Carl Jonas Love Almqvist (1793–1866), prozaik, básník a dramatik,
- Per Daniel Amadeus Atterbom (1790–1855)
- Tage Aurell (1895–1976)
- Majgull Axelssonová (* 1947), novinářka a spisovatelka

## B
- Carl Michael Bellman (1740–1795), básník a dramatik
- Frans Gunnar Bengtsson (1894–1954), spisovatel a esejista
- Katarina Bivaldová (* 1983), spisovatelka

## E
- Per Olov Enquist (1934–2020), spisovatel, dramatik
- Stellan Engholm (1899–1960), spisovatel, překladatel a esperantista

## F
- Frans Michael Franzén (1772–1847) , finsko-švédský luteránský kněz, profesor a preroromantický básník
- Nils-Olof Franzén (1916–1997), autor knih pro mládež, detektivních a historických románů

## G
- Erik Gustaf Geijer (1783–1847)

## H
- Lorenzo Hammarsköld (1785–1827)
- Tor Hedberg (1862-1931)
- Carl Gustaf Verner von Heidenstam (1859–1940), nositel Nobelovy ceny za literaturu z roku 1916

## I
- Faruk İremet (* 1965), novinář a spisovatel tureckého původu

## J
- Katerina Janouch, v českých překladech Kateřina Janouchová (* 1964)
- Eyvind Johnson (1900–1976), spisovatel, nositel Nobelovy ceny za literaturu za rok 1974

## K
- Erik Axel Karlfeldt, (1864–1931), básník, nositel Nobelovy ceny za literaturu za rok 1931
- Ellen Key (1849–1936), spisovatelka, feministka a pedagožka, v českých překladech Ellen Keyová

## L
- Pär Lagerkvist (1891–1974), básník, dramatik a prozaik, nositel Nobelovy ceny za literaturu za rok 1951
- Selma Lagerlöfová (1858–1940), spisovatelka, nositelka Nobelovy ceny za literaturu z roku 1909
- Stieg Larsson (1954–2004), novinář a spisovatel
- Bengt Lidner (1757–1793), básník a dramatik
- Torgny Lindgren (1938–2017), spisovatel
- Astrid Lindgrenová (1907–2002), spisovatelka knih pro děti a dramatička, 1958 Cena Hanse Christiana Andersena
- Artur Lundkvist (1906–1991), básník, prozaik, esejista, literární kritik a překladatel
- Sam J. Lundwall (* 1941), autor sci-fi

## M
- Bertil Mårtensson (* 1945), filozof a spisovatel, autor detektivních, vědeckofantastických a fantasy románů
- Harry Edmund Martinson (1904–1978), spisovatel, nositel Nobelovy ceny za literaturu za rok 1974
- Olle Mattson (1922–2012), spisovatel především knih pro mládež
- Vilhelm Moberg (1898–1973), prozaik a dramatik
- Axel Munthe (1857–1949), spisovatel a lékař

## N
- Mikael Niemi (* 1959)

## O
- Vladimir Oravsky (* 1947), spisovatel, dramatik

## P
- Vilhelm Fredrik Palmblad (1788–1852), spisovatel, překladatel, historik, geograf a profesor
- Peter Pohl (* 1940), spisovatel

## R
- Sven Rosendahl (1913–1990), romanopisec

## S
- Erik Sjöberg (1794–1828), básník
- Carl Snoilsky (1841–1903), básník
- Erik Johan Stagnelius (1793–1823), básník a dramatik
- August Strindberg (1849–1912), dramatik, novinář a spisovatel

## T
- Esaias Tegnér (1782–1846), romantický básník
- Thomas Thorild (1759–1808), básník, prozaik literární kritik, filozof a profesor

## W
- Johan Olof Wallin (1799–1839), básník a překladatel, kněz a arcibiskup
- Atos Wirtanen (1906–1979), finsko-švédský literární kritik, novinář, politik, spisovatel